# Sadowsky Guitars
Sadowsky Guitars Limited es una compañía norteamericana especializada en la fabricación de guitarras eléctricas, preamplificadores para instrumentos eléctricos y, sobre todo, bajos eléctricos de alta gama.
Fundada por Roger Sadowsky, un exestudiante de Etología especializado en neurobiología animal que había trabajado reparando guitarras desde 1972 en Nueva Jersey y que se trasladó en 1979 a Nueva York para establecer allí su taller de reparaciones. Roger se especializó desde un principio en la optimización de la electrónica de los instrumentos de los músicos profesionales que llegaban a su taller, en su mayoría bajistas que usaban instrumentos Fender, sustituyendo los componentes electrónicos por circuitos activos de reciente invención (véase Alembic. De la modificación de viejos Fender, Roger paso a la construcción de instrumentos desde cero, que en su mayoría no eran más que copias de Jazz Bass con electrónica mejorada. El primer instrumento así construido le fue entregado al bajista de sesión Will Lee en 1982, poco más tarde fue construido otro para Marcus Miller y pronto el taller de Sadowsky fue inundado de pedidos que llegaban de todas partes de la ciudad.
Los instrumentos Sadowsky son especialmente conocidos por la gran calidad del sonido que entregan y gozan de un merecida reputación. 
Entre los bajistas de reconocido prestigio que usan o han usado estos instrumentos podemos citar a:
- Armand Sabal-Lecco
- Bernard Edwards
- Jason Newsted
- John Patitucci
- Marcus Miller
- Nathan East
- Oscar Cartaya
- Tal Wilkenfeld
- Verdine White
- Will Lee
- Walter Becker
- Juanma Ronda